# Bemidji State University

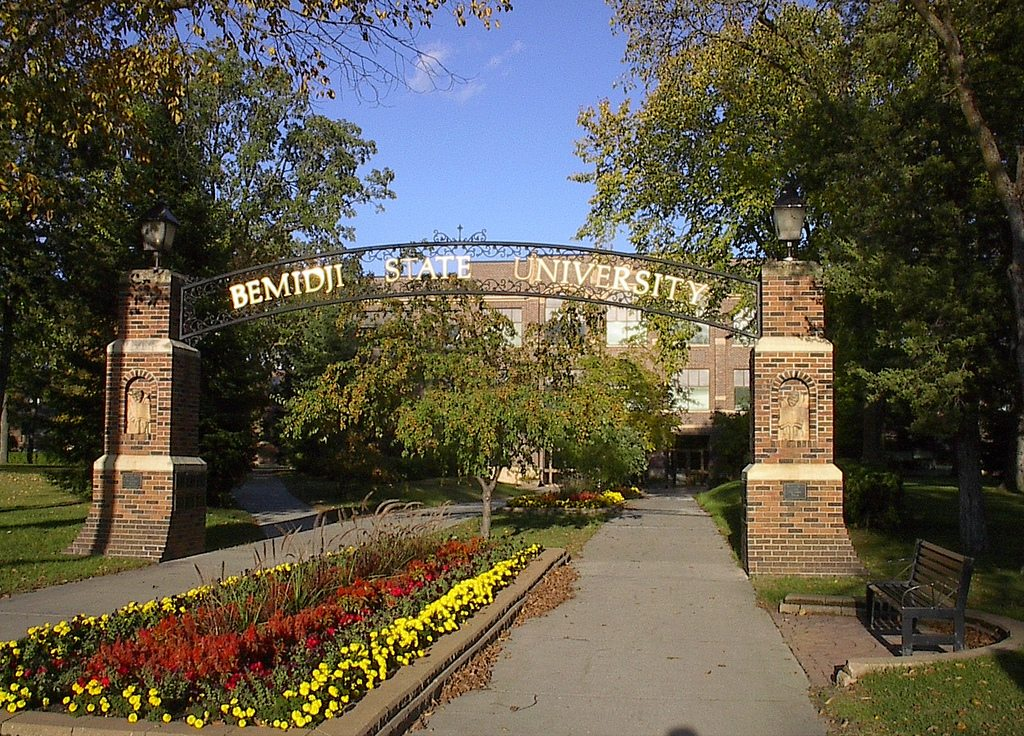
Bemidji State University

Die Bemidji State University ist eine Universität in Bemidji, Minnesota. Die Hochschule mit rund 5400 Studenten besitzt einen Campus am Lake Bemidji und gehört zum Minnesota State Colleges and Universities System.

## Geschichte
Im Jahre 1919 wurde die Bemidji State Normal School gegründet, die zunächst Lehrer für Grundschulen und später auch für Highschools ausbildete. Schon 1921 wurde sie in das Bemidji  State Teachers College umgewandelt. 1957 wurde die Hochschule zum Bemidji  State College und 1975 zur heutigen Bezeichnung umbenannt.
Heute bietet sie 65 Undergraduate-Programme und 14 Graduate-Programme an.

## Sport
Die Sportteams heißen Beavers und treten in der Northern Sun Intercollegiate Conference innerhalb der NCAA Division II an. Eine Ausnahme stellen die Eishockeyteams dar, die in der Division I antreten. Die Frauenmannschaft spielt in der Western Collegiate Hockey Association, das Männerteam ist in der College Hockey America vertreten. Die Farben sind Grün, Schwarz und Weiß, das Maskottchen heißt Bucky.
Den größten Erfolg erreichte das Männer-Eishockeyteam in den Playoffs 2009, als es sich erstmals für das Frozen Four der Division I, dem Turnier der besten vier College-Mannschaften der Vereinigten Staaten, qualifizieren konnten. Dort unterlagen sie im Halbfinale.

## Bekannte Absolventen
- Joel Otto (* 1961), Eishockeyspieler
- Andrew Murray (* 1981), Eishockeyspieler
- Brad Hunt (* 1988), Eishockeyspieler
- Jamie MacQueen (* 1988), Eishockeyspieler
- Gunner Olszewski (* 1996), American-Football-Spieler